# Commando (videogioco)
Commando (戦場の狼?, Senjō no ōkami) è un videogioco arcade di tipo sparatutto a scorrimento militare prodotto dalla Capcom nel 1985.  
Oltre che per sala giochi è stato pubblicato per un elevato numero di home computer e console dell'epoca, nonché incluso in raccolte più moderne come Capcom Classics Collection.
Commando è uno dei più celebri sparatutto con vista dall'alto di tutti i tempi, e viene di solito ricordato tra i migliori arcade dell'epoca d'oro delle sale giochi; fu anche uno dei più grandi successi nella conversione per Commodore 64.

## Modalità di gioco
È uno sparatutto a scorrimento verticale di guerra, che nell'aspetto ricorda la seconda guerra mondiale, sebbene il protagonista scenda inizialmente da un elicottero. Il giocatore controlla un soldato in uniforme blu che combatte da solo contro un esercito in uniforme grigia, analoga a quella della Germania nazista. Lo scorrimento della scena è verso l'alto. Quattro i livelli, che si ripetono ciclicamente, la seconda volta con alcune differenze. Le ambientazioni che si incontrano sono, nell'ordine, una zona tropicale, un sito con trincee, una landa paludosa e un aeroporto.
Il protagonista è armato di mitragliatrice con munizioni illimitate, ma dalla gittata piuttosto modesta, e bombe a mano. Può muoversi e sparare nelle 8 direzioni, ma le bombe possono essere lanciate solo in avanti. Queste agiscono su un'area non molto estesa, tuttavia possono distruggere anche bersagli immuni ai proiettili come i bunker con cannone e i soldati dietro alle barricate; sono limitate ma si possono raccogliere casse bonus per rifornirle.
I nemici principali sono soldati appiedati, armati come il protagonista, ma con proiettili e bombe più lenti e ammessi in ogni direzione. Altri stanno appostati dietro barriere o dentro trincee, vanno aggirati o uccisi con le bombe (quelli nella trincea anche con la mitragliatrice, nel momento in cui si sporgono fuori per sparare). In generale c'è una certa varietà di nemici e andando avanti si incontrano motociclette, bazooka, i già citati bunker con cannone, eccetera. Di tanto in tanto c'è la possibilità di liberare un prigioniero sparando alle due guardie che lo scortano (e lui non mancherà di esultare).
Al termine di ogni livello lo scorrimento dello schermo si ferma di fronte al portone di una base nemica da cui escono frotte di soldati, compreso un comandante (disarmato) che cerca rapidamente di fuggire ma vale parecchi punti se colpito. Per completare il livello non è necessario uccidere tutti i soldati, che infatti un po' alla volta lasceranno la scena.

## Seguiti e titoli correlati
Capcom sviluppò nel 1985 anche una variante arcade di Commando per il mercato tedesco, intitolata Space Invasion, poi convertita anche per Amstrad CPC, dove i nemici sono sostituiti da umanoidi completamente coperti da tute futuristiche.
Commando è stato seguito da Mercs (1989, intitolato Senjō no Ōkami II in Giappone), e da Wolf of the Battlefield: Commando 3, titolo per Xbox Live e PlayStation Network del 2008. Inoltre ha ispirato molti giochi simili nel corso degli anni, tra cui Rambo, Ikari Warriors, Guerrilla War. Questi giochi spesso aggiungevano due caratteristiche importanti assenti in Commando: una maggiore varietà di armi e la modalità a 2 giocatori in contemporanea.
Per molte piattaforme domestiche la licenza per la conversione venne affidata alla Elite Systems. La conversione per Commodore 64 uscì nel 1985 venendo premiata dalle riviste di settore con punteggi oscillanti tra il 70% e l'80%, con particolare apprezzamento per la musica di Rob Hubbard. L'anno successivo la stessa Elite produsse un seguito non ufficiale dal titolo Commando 86, il quale venne pubblicato solamente l'anno successivo con il nome Duet: trattasi di un videogioco totalmente differente e ispirato a Gauntlet.
Sempre per Commodore 64 la Alligata Software sviluppò nel 1985 Who Dares Wins, che sebbene con grafica diversa e ritmo di gioco meno frenetico, era abbastanza simile a Commando da causare una disputa legale con l'Elite Systems, e così Who Dares Wins venne presto ritirato dal mercato e lo stesso anno la Alligata pubblicò Who Dares Wins II, il quale proponeva scenari differenti e introduceva nuovi tipi di veicoli nemici.
La versione originale di Bionic Commando venne presentata come sequel di Commando: il protagonista, un soldato senza nome, nella versione statunitense verrà chiamato Super Joe. Il personaggio apparirà come interprete secondario della versione NES e Game Boy, e in Bionic Commando: Elite Forces. Nella versione 2009 di Bionic Commando, Super Joe è il nome in codice di Joseph Gibson, uno dei tre personaggi giocabili.